# روز طبخ آش
روز طبخ آش یک روز در ماه مهر بود که در آن در ایران آش می‌پختند. این روز به خاطر شرکت ناصرالدین شاه و همراهانش در مراسم مربوط معروف بود.

## تاریخچه
در زندگینامهٔ ناصرالدین شاه قاجار به روز طبخ آش اشاره شده است. ناصرالدین شاه هر سال تابستان سفری به ییلاق می‌کرده و در آن گروه بزرگی از اطرافیان خود و درباریان و نیمی از همسران خود را به همراه می‌برده‌است؛ به گفتهٔ دوستعلی خان معیرالممالک در کتاب یادداشت‌هایی از زندگانی خصوصی ناصرالدین شاه، تعداد همراهان شاه در این سفر سالانه به ۷٬۰۰۰ تا ۱۰٬۰۰۰ نفر می‌رسیده است. در راه بازگشت از این سفر به تهران، ناصرالدین شاه در روز طبخ آش در سرخه حصار توقف می‌کرده است. پیشتر مکان برگزاری مراسم روز طبخ آش در شهرستانک بود اما ناصرالدین شاه آن را به سرخه حصار منتقل کرد.
از آنجا که عکاسی نیز در دورهٔ ناصرالدین شاه به ایران راه یافت، از مراسم روز طبخ آش چندین تصویر موجود است که در برخی از آن‌ها گروه‌های مطربان و موسیقی‌دانان آن زمان به تصویر کشیده‌شده‌است.

## تصاویر

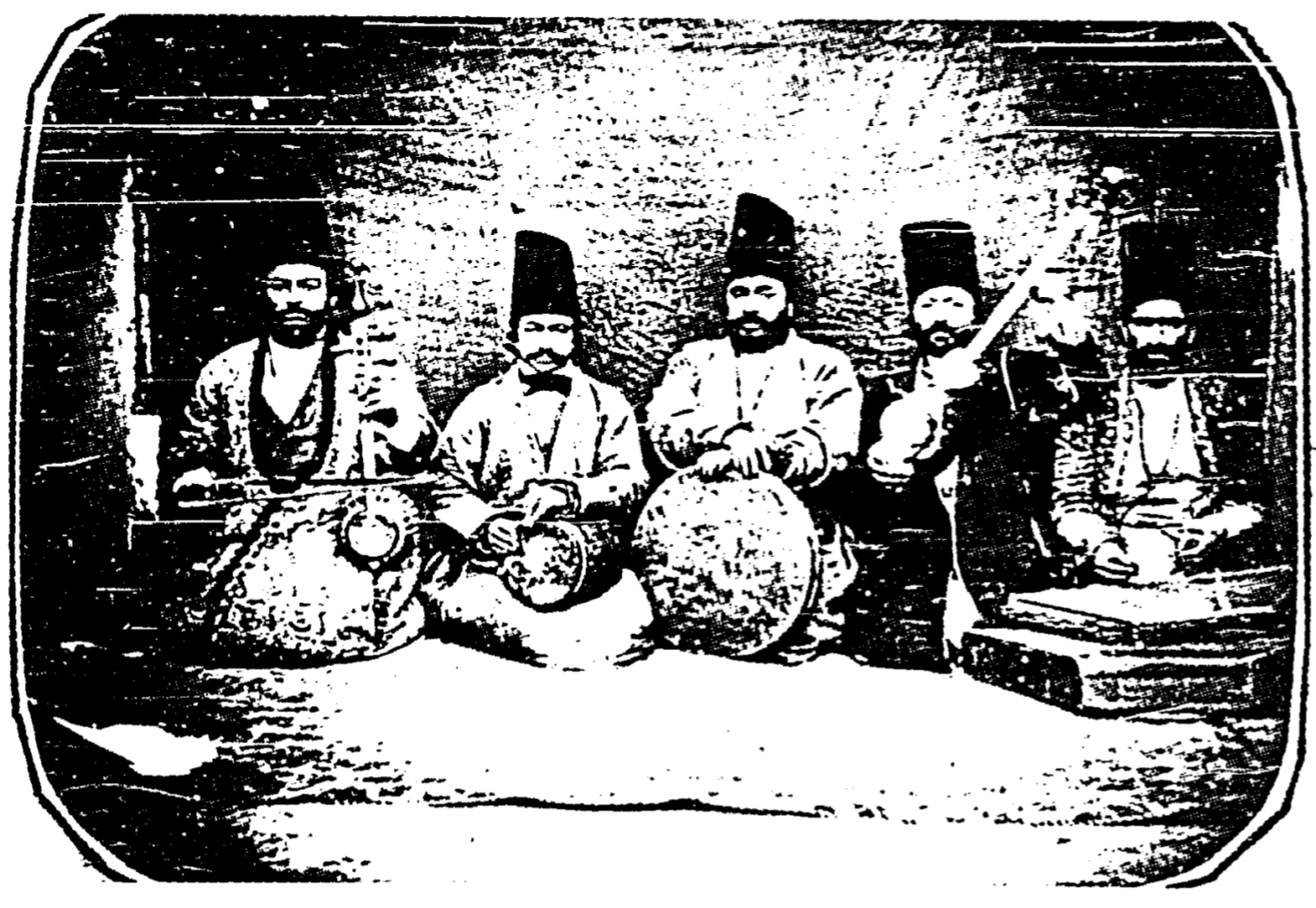
تصویری از تصنیف‌نوازان دورهٔ قاجار در روز طبخ آش در سرخه حصار
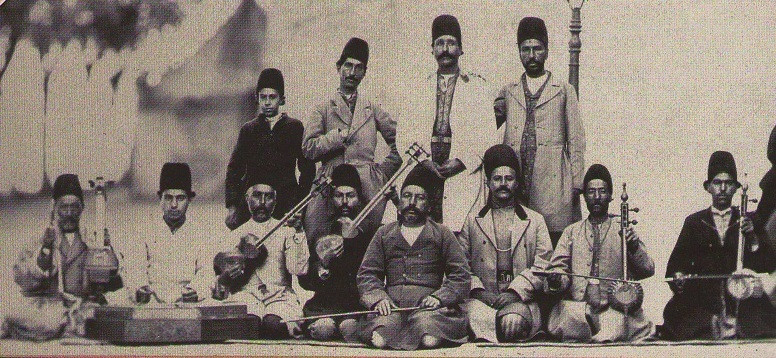
تصویری از موسیقی‌دانان ناصری در روز طبخ آش در شهرستانک (مورخ ۱۸ ذی‌الحجه، سال نامشخص)